# Iglesia ortodoxa de Ecuador y Latinoamérica - GOX
La Iglesia Ortodoxa de Ecuador y Latinoamérica, conocida también como la Metrópolis Ortodoxa Autónoma de Ecuador y Latinoamérica es una eparquía de la Iglesia Ortodoxa Veterocalendarista afiliada al Santo Sínodo Jerárquico - GOC de Grecia, y con orígenes atribuidos a la Iglesia Ortodoxa Ucraniana Autocéfala en América.  El acrónimo "GOX" (por su siglas en griego, Γνησίων Ορθοδόξων Χριστιανών, "Genuinos Cristianos Ortodoxos") hace referencia a la afiliación sinodal de esta Iglesia.

## Antecedentes
Gonzalo Xavier Celi Almeida nació en Quito el 20 de septiembre de 1972. En 1994 fue ordenado diácono de la Iglesia Católica por el cardenal Bernandino Echeverría y fue miembro fundador de las orden religiosa María Madre de la Unidad y la Fraternidad Masculina del Santo Sacrificio, además de haber escrito varios libros de enseñanza católica.
A causa de influencia de laicos en la Comunidad fundada Él, que no siguieron los lineamientos originales de la fundación original, fue a vivir en Bélgica intentando restablecer la estructura fundacional allá, pero al ver la crisis que se vive en occidente cristiano, decidió pasar a la Iglesia Ortodoxa en 2003, siendo bautizado y crismado bajo el Patriarcado de Rumania por el Metropólita Iosip Pop.
La experiencia del entonces hierodiácono Chrysóstomos lo llevó a conocer la Metrópolis de México del Patriarcado de Antioquía, donde fue recibido y ordenado sacerdote por el Metropolita Antonio Chedrawui Tannous, quien procedió sin tener a su responsabilidad el territorio canónico de Ecuador en su mandato, razón por la cual esta diócesis no quiso después entregar documentación oficial, lo que llevó al regreso al Patriarcado de Rumania. Además de ser recibido por el Patriarca Teoctist el 13 de octubre de 2004.
Esta relación de dependencia fue respaldada por el Metropolita Iosip Pop y después con el conocimiento del Metropolita Nicolae Condrea, ante esta situación este convertido, a la fe ortodoxa, emprendiendo una "defensa de las comunidades nativas presentes en Latinoamérica" siguiendo lo aconsejado en los Santos Cánones Ortodoxos, responde a esta necesidad denunciando a las iglesias reconocidas por los poderes ecuménicos (en comunión con Constantinopla) y, de forma más significativa, siendo consagrado Obispo Ortodoxo por otros 7 obispos que poseían sucesión del Patriarca Filaret Denisenko en Kiev el 17 de junio de 2005, el principal el Metropolita Spyridon Babsky (Спиридон Бабський), tras el reconocimiento por el Patriarcado Ecuménico y levantamiento de penas canónicas al Patriarcado de Ucrania, su sucesión Apostólica es incuestionable. Y de esta forma dicha misión opera como Metrópolis (Arquidiócesis) para Ecuador y toda Latinoamérica.

## Formación de la Metrópolis
Tras servir en una fracción del Patriarcado de Kiev, la hasta entonces Arquidiócesis ortodoxa de Ecuador, Centro y Sudamérica busca un camino para afirmar la autonomía con el reconocimiento de la Iglesia ortodoxa tradicional griega así denominada por los fieles, clérigos y obispos que defienden el enfoque ortodoxo vetero-calendarista griego. Desde aquel momento sería reconocida como la "Metrópolis ortodoxa autónoma de Ecuador y Toda Latinoamérica", dicha autonomía sería otorgada y abiertamente reconocida por el llamado Santo Sínodo Metropolitano del Calendario Patrístico (Sínodo de Avlona y Beocia), una de las más reconocidas comunidades centralizadas entre los ortodoxos veterocalendaristas y una de las más respetadas de Grecia. Este sínodo griego no solamente dio apoyo sino también respaldo canónico a la actuación del nuevo Metropolita Chrysóstomos, elevándolo al mayor rango eclesiástico conferido en las Iglesias ortodoxas a un latinoamericano. Concediendo además este Sínodo un Tomos de Autonomía en noviembre de 2010 que permite que la presencia de esta Iglesia por medio del ahora Metropolita Chrysóstomos sea además acompañada de una concedida Autonomía sin que deje de pertenecer al Sínodo Griego. La organización reconocida por el estado ecuatoriano en junio de 2006.
Su desarrollo emerge según el testimonio de su Fundador de la Metrópolis, Chrysostomos (Celi) de la fundación de una Iglesia Ortodoxa vernácula y nacional latinoamericana. Según el testimonio de su biografía, se han establecido varias misiones y parroquias en Latinoamérica, lográndose presencia en las ciudades de Quito y Guayaquil, en Ecuador; Bogotá, Santa Rosa, Puente Nacional, Tichá, y Guachetá, en Colombia; Caracas y Guayana, en Venezuela; São Paulo y Recife, en Brasil; San José (Costa Rica); Tijuana en México; y otras localidades. En febrero del año 2014 fue formada un misión en la ciudad de Austin (Texas) en Estados Unidos. Es notable el crecimiento rápido y el apoyo que ha recibido esta jurisdicción, teniendo sacerdotes de alta preparación académica y reconocimiento en sus países, y el respeto de parte de fieles étnicos (árabes, rusos, rumanos, griegos, etc.) en todo el territorio de la Metrópolis, pues por lo menos en los estándares de esta misma resaltan en ser afines en cuanto a la doctrina, fieles al uso de la sotana o hábito sacerdotal, y a cumplir estrictamente con las normas eclesiásticas según los cánones, aunque usen esencialmente el español o el portugués como lengua litúrgica y además misionera. Aunque nunca el Patriarcado de Rumania se ha expresado sobre la situación canónica del Metropolita Chrysostomos, se conoce que privadamente hay contactos con tal Patriarcado. Son evidentes los ataques por parte de grupos de la comunión ortodoxa que se encuentran en situación irregular canónica en el territorio latinoamericano, pero con gran poder económico, los mismos han difundido una desaprobación a este grupo eclesiástico. Sin embargo el gran trabajo apostólico desarrollado todos estos años, han contribuido a convertirse una comunidad muy desarrollada en varios países latinoamericanos.
La Iglesia ortodoxa de Ecuador y Latinoamérica asegura tener una sucesión apostólica incuestionable en cuanto es referido al reconocimiento expresado por sus iglesias predecesoras y en comunión, pese a no tener el completo beneplácito de los Patriarcados históricos de la Iglesia ortodoxa como Constantinopla, Antioquía y Moscú, en razón de los intereses de estos mencionados en estos territorios o de cualquier grupo eclesiástico en comunión con aquellos. Asimismo el trabajo misionero o apostólico desarrollado en ese territorio, en la mayoría de los casos, confronta en una profunda tensión por la presencia de iglesias de denominaciones ortodoxas de las cuales esta Iglesia ha declarado que no tienen el sustento legítimo para desconocerla.